# بکران
بکران روستایی در دهستان کلاته‌های شرقی بخش مرکزی شهرستان میامی استان سمنان ایران  است.این روستا در ۹۰ کیلومتری شهرستان شاهرود و در محور میامی به جاجرم قرار گرفته است.
روستای بکران به دلیل جمعیت زیاد و وسعت بیشتر نسبت به روستاهای همجوار به عنوان مرکز دهستان کلاته های شرقی شناخته می شود.

## جمعیت
بر پایه سرشماری عمومی نفوس و مسکن در سال ۱۳۹۵ جمعیت این روستا ۱٬۲۶۶ نفر (۴۲۵خانوار) بوده‌است.

## اشتغال
شغل اکثر مردم روستا کشاورزی ،دامداری و گاها کامیون داری می باشد.

## محصولات کشاورزی
از چغندر، پسته ،یونجه ،گندم و سیب سرخ یا ترشو می توان به عنوان اصلی ترین محصولات کشاورزی مردم روستای بکران نام برد.

## سیب سرخ یا ترشو
حدود 10سال پیش در انگلیس، نوعی سیب تو‌سرخ تولید شد؛ «Redloves»، سیبی با گوشت و پوست قرمز که گفته می‌شد دراصل بومی قزاقستان است اما به‌دلیل طعم زیادی ترش آن طرفدار چندانی نداشت تا این‌که فردی به‌اسم «مارکوس کوبلت» بعد از 20سال تحقیق و آزمون‌وخطا توانست نوع اصلاح‌شده این سیب را در انگلیس تولید کند. بعد از آن اروپای مرکزی، استرالیا و چین موفق شدند مجوز تولید آن را کسب کنند و گویا در جمهوری‌آذربایجان، هلند و آفریقای جنوبی هم پیدا می‌شود. این سیب منحصربه‌فرد حالا به میوه‌ای محبوب تبدیل شده‌است که هم در ظرف میوه پیدایش می‌شود و هم در ظرف سالاد، هم در انواع کیک و دسر به‌کار می‌رود، هم در نوشیدنی‌ها. آنتی‌اکسیدان (ضدسرطان طبیعی) بالایی دارد، طعم آن ملس و ظاهرش ویژه است و با قیمت بالا در دنیا به‌فروش می‌رسد. به‌نظر می‎رسد این میوه نادر و کمیاب از ایران به سایر نقاط دنیا سفر کرده یا دست‌کم همزمان با آن‌ها کشت می‌شده‌است؛ شاهدش باغ‌های سیب‌توسرخ یا «ترشو» در روستاهای سمنان و آذربایجان است. روستای «بکران» واقع در شهرستان «میامی» استان سمنان یکی از معدود پرورش‌دهندگان سیب‌سرخ در ایران است.

## امکانات خدماتی
از امکانات خدماتی روستا میتوان به ایستگاه را آهن بکران، مرکز خدمات جامع سلامت، بانک، پست بانک،سالن ورزشی، مخابرات و ... اشاره کرد.